# 11504 Kazo
11504 Kazo eller 1990 BT är en asteroid i huvudbältet som upptäcktes den 21 januari 1990 av de båda japanska astronomerna Tsutomu Hioki och Shuji Hayakawa i Okutama. Den är uppkallad efter den japanska staden Kazo.